# Лепельская ГЭС
Лепельская ГЭС — малая гидроэлектростанция Беларуси. Расположена на реке Улла. Введена в эксплуатацию в 1958 году. Прервала выработку электроэнергии в начале 1970-х годов и была заброшена. Реконструирована и опять введена в эксплуатацию 18 октября 2003 года. Мощность 320 кВт. Годовая выработка электроэнергии около 2 млн кВт·ч, что обеспечивает половину потребности в электроэнергии города Лепеля.
Строительство началось в 1958 году, в запруженной плотиной р. Улле уровень воды поднялся на 3,7 метра и образовал Лепельское водохранилище максимальной глубиной 33,7 метра. Реконструкция началась в 2001 году, были заменены два генератора мощностью по 160 кВт каждый, кабельная система и система автоматики. Две шахтные турбины с вертикальным валом системы «Френсис», производства фирмы «Фойт», установленные на ГЭС в 1950-х годах, были признаны исправными и годными к эксплуатации. Планируемый срок службы восстановленной электростанции не менее чем 25 лет.